# 845222002 TC
(84522) 2002 تي سي302 جرم وراء نبتوني رنان أحمر ( 2:5 )  اكتشفه فريق مايكل براون في 9 أكتوبر 2002 في مرصد بالومار.

## الخصائص الفيزيائية
أشار براون إلى أن قياس سبيتزر ينطوي على خطأ محتمل كبير جدا، وأن الجرم من المرجح أن يكون أصغر، مما يرجح فرصه كونه كوكب قزم «مرجح» من وجة رآي بروان.
(84522) 2002 تي سي302 لة قدر مطلق (H) of 3.78. وقطرة يقدر 584.1+105.6
−88.0 كـم. وبأستخدام مقراب سبيتزر الفضائي كان قطرة يقدر سابقا بحوالي 1145+337
−325 كـم, مما كان سيضعة من بين أكبر الكواكب القزمة المحتملة.وسبب هذة المبالغة في تقدير القطر عدم كفاية البيانات حول حركتة في السماء ولأنه كان قريبا جدا من أجرم الخلفية الأكثر إشراقا.
طيف (84522) 2002 تي سي302 أحمر وهذا يشير إلى أن سطحة مكون من جليد حديث . وتقدر فترة دورانه حول نفسة بحوالي 5.41 ساعة، وله سعة منحنى ضوئي 0.04±0.01 mag .

## المدار
سيأتي (84522) 2002 تي سي302 إلى الحضيض في عام 2058 على مسافة 39.1 وحدة فلكية من الشمس . ولة نفس محور بلوتو شبه الرئيسي (متوسط المسافة من الشمس). ويصنف على أنها جرم قرص متفرق.
وبالنظر إلى المدارات الطويلة الذي تملكه الأجرام وراء نبتونية حول الشمس سيكون (84522) 2002 تي سي302 قي وضع المقابلة في أواخر أكتوبر من كل عام وبقدر ظاهري 20.5.

### إحتجاب
كان من المتوقع أنه في 30 نوفمبر 2013 أن يحجب (84522) 2002 تي سي302 نجم لمدة أقل قليلا من دقيقة.

## الرنين
بيانات مركز الكواكب الصغيرة والمسح البروجي العميق تظهر أن هذا الكوكب القزم المحتمل في رنين 2: 5 مع نبتون. آي سيكمل (84522) 2002 تي سي302 مدارين لكل خمس مدارات لنبتون.واعتبارا من عام 2009، (84522) 2002 تي سي302 أكبر كوكب قزم مرجح معروف غير بلوتينو في رنين مداري مع نبتون.
| إطار ثابت حركة (84522) 2002 تي سي302 الرنينية نسبة إلى نبتون (النقطة الزرقاء) أورانوس (أخضر)، زحل (أصفر)، كوكب المشتري الوردي، والمريخ الأحمر. | رسم متحرك حركة رنين 2: 5 (84522) 2002 تي سي302 (الأحمر) و رنين 2: 3 لبلوتو (الرمادي). نبتون ثابت. |